# Pablo García Medina
 Pablo García Medina (Tunja, 1858 – Bogotá, 11 de julio de 1935), fue un médico y fisiólogo colombiano.
Entre sus aportaciones a la medicina se destacan sus estudios sobre la lepra. Fue elegido para la Academia Nacional de Medicina de Colombia el 25 de abril de 1891. El Gobierno de Francia lo distinguió como miembro de la Legión de Honor.
Fundador de la salud pública y la enseñanza de la enfermería en Colombia.

## Biografía
Nació en Tunja, Boyacá, en el hogar del senador y representante de Congreso Antonio María García Franco (abogado) e Isabel Medina Calderón, en 1858.
En 1880 recibe el título de médico en la Universidad Nacional de Colombia y a los 22 años se radica en Sogamoso con el fin de ejercer la profesión en ese centro ganadero, considerando que le permitiría atender a las víctimas de las enfermedades tropicales trasladadas desde los llanos de Casanare. Allí conoció a Úrsula Barrera, hija de su colega Constantino Martínez, nació su primera hija, Úrsula García, en 1884.

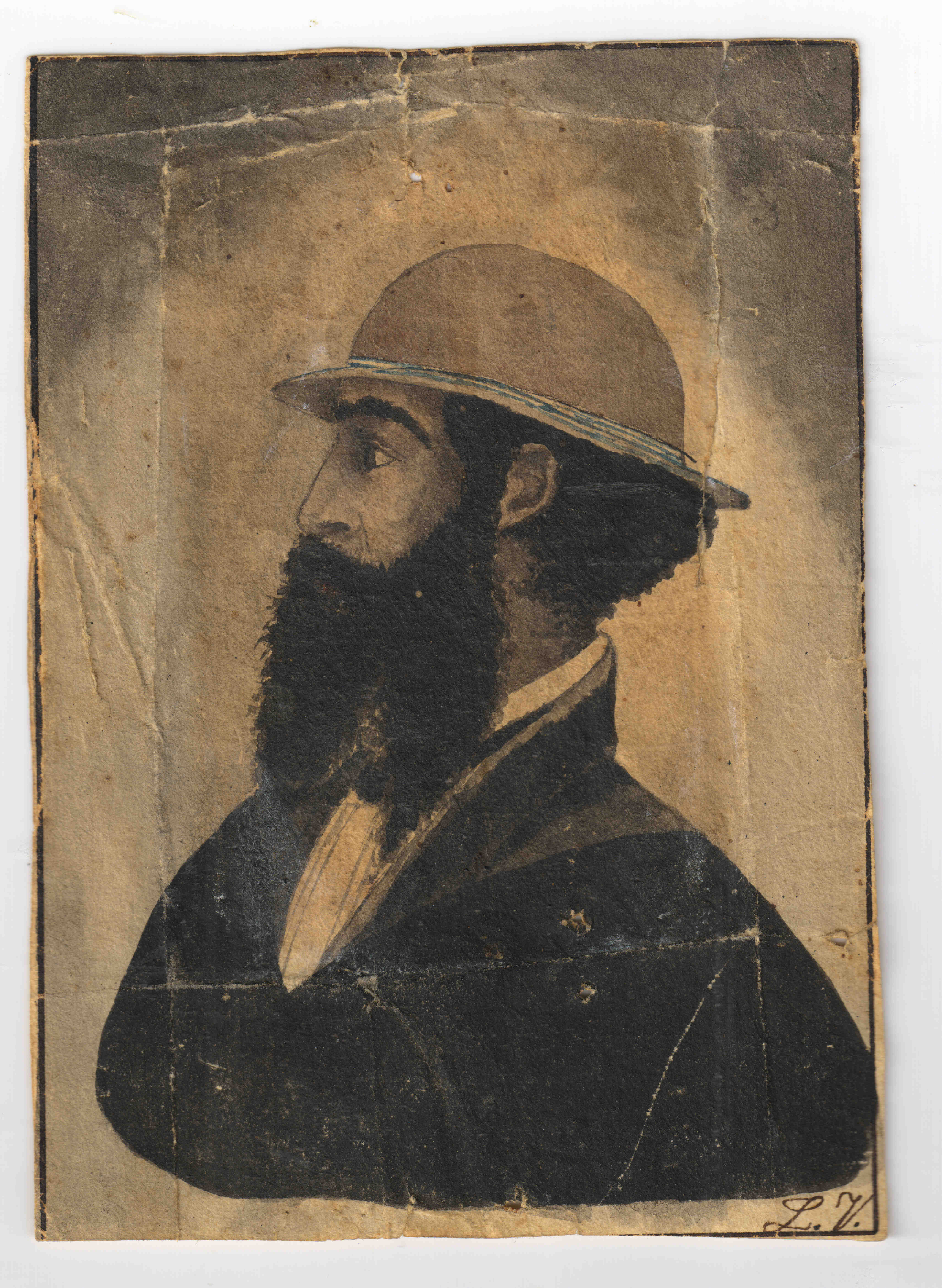
Constantino Martínez. Retrato a tinta, de mediados del, que se conserva en el archivo de los descendientes de Úrsula García Barrera.

En 1885 contrajo matrimonio con una hija del abogado sogamoseño Jacobo de la Parra, María de la Parra Martínez, con quien tuvo cinco hijas y un hijo, el jurisconsulto Pablo García de la Parra.
Ajeno a la lucha entre los política de la época, fue víctima de un atentado en la puerta de su farmacia y consultorio, por parte de un dirigente del Partido Conservador, lo cual lo llevó a seguir los consejos de su esposa y regresó a Bogotá.
Con el apoyo de su tío Bernardino Medina Calderón, también médico, se inició "en los negocios de droguería y farmacia, pero una de las crisis del papel moneda, que ha sufrido el país, los obligó a liquidar con considerables pérdidas para sus propietarios.
En 1889, se cristaliza su interés en la fundación del Parque de Vacunación para la producción del virus antivarioloso, con miras a lograr la inmunización de toda la población del país, para erradicar la viruela.
El 25 de abril de 1891 es elegido como primer Secretario de la Academia Nacional de Medicina.
A su iniciativa se debió el Congreso Médico que se reunió en Bogotá en 1894, ante el cual presentó un Informe en la sesión inaugural de 1892. Ese mismo año, además de que se desempeñaba como editor de los Anales de la Academia Nacional de Medicina, presentó varios trabajos al primer Congreso Médico de Colombia. (Dos entregas de 382 y 198 págs.).
Entre 1892 y 1894 fue Redactor del Repertorio de Medicina y Farmacia. (Bogotá, 22 de enero de 1892 á 31 de diciembre de 1894; 36 números).
En la Exposición Nacional de 1899 presenta las píldoras de su invención para el tratamiento de alas fiebres tropicales, como parte de la producción farmacológica de "García Medina & Compañía", distribuida en la Farmacia de Medina Hermanos (La farmacia fue fundada en 1857 por sus tíos maternos, los doctores Bernardino y César Medina).
En el catálogo de esa Exposición se consigna la fabricación anual de los productos, destacándose la gran cantidad de la "Píldoras del Doctor García Medina":
Jarabe de hipofosfito de cal.
Jarabe de yoduro de hierro.
Jarabe de lacto-fosfato de cal.
Jarabe de Gibert.
Jarabe de rábano yodado.
Jarabe de fosfo-glicerato de cal (preparación nueva). De estos jarabes se preparan anualmente más de cuatro mil frascos.
Linimento veneciano cloroformizado. Se preparan anualmente más de mil trescientas docenas.
Purgas para caballos y ganado vacuno. De esta preparación se hacen mil cuatrocientas docenas de paquetes anualmente.
Píldoras antibiliosas de Antorveza; fabricación anual, mil cuatrocieutas docenas.
Gotas amargas aromáticas, cien docenas se fabrican anualmente.
Vinos de quina, simple o ferruginoso; fábrica anual, cien botellas.
Vino de peptona y pepsina; fabricación, cien botellas.
Píldoras para las fiebres, según fórmula del doctor García Medina,  fabricación al año, ciento cincuenta docenas de frascos.
Alquitrán líquido de Noruega; fabricación anual, cien docenas de frascos.
Entre 1910 y 1912 fue presidente de la Academia Nacional de Medicina, además de Secretario Perpetuo y miembro Honorario.
En 1905 se aboca a la organización de las leproserías en varios municipios, para convertirlas en centros de estudio mediante las obras de saneamiento y servicios necesarios. Sin embargo, su interés no encuentra suficiente apoyo y no se alcanzan los resultados esperados; así, el lazareto (leprosería) de Agua de Dios será duramente criticada por uno de los insignes enfermos allí recurridos, el abogado Adolfo León Gómez.
En 1914, García Medina "obtiene la expedición de la ley que creaba el Consejo Superior de Sanidad, ya con poderes y con presupuesto. Del mismo modo se creó la Dirección Nacional de Higiene en 1918, con un Director a su cabeza y con facultades casi omnímodas, pues la ley orgánica disponía que las disposiciones dictadas tendrían carácter obligatorio e imponían a: las autoridades el deber de cumplirlas y hacerlas cumplir."
En 1926, por iniciativa de García Medina, la Nación compra el Laboratorio Samper Martínez, para destinarlo al servicio de la higiene pública y se crean los Servicios de Protección Infantil.
En 1935 el presidente de la República, Alfonso López Pumarejo le impuso la Cruz de Boyacá como muestra del reconocimiento y gratitud nacionales.

## Fallecimiento y tumba
García Medina falleció el 11 de julio de 1935, en Bogotá. Entre los obituarios publicados por la prensa nacional se destacaron las editoriales del diario El Tiempo y de científicos como Jorge Bejarano.
Para que los colombianos recordaran al que tanto se preocupó por la defensa de su salud y de su vida, Eduardo Santos, Presidente de la República en 1941,ordenó la erección de un monumento en el Cementerio Central. Éste fue inaugurado con ocasión de la celebración del Día de la salud. Sobre la tumba sencilla se colocó un busto ejecutado por el escultor Bernardo Vieco. La escultura fue robada a comienzos de los años setenta del siglo pasado. El pedestal tenía grabada la inscripción "Colombia, a Pablo García Medina", con letras de bronce que también desaparecieron ante la incuria de la administración del cementerio.

## Obra

### Lucha contra la lepra
“En 1897 apareció en la Revista Médica de Bogotá un sesudo artículo de Pablo García Medina (quien orientó la salud pública durante tres décadas) sobre el método experimental en medicina. En él exponía las concepciones de Claude Bernard. Señalaba las limitaciones de la medicina anatomoclínica, que era una medicina de observación incapaz de reproducir en laboratorio los fenómenos, ya que no conocía el mecanismo de desarrollo de las enfermedades e ignoraba la unidad de los fenómenos normales y los fenómenos morbosos. Insistía García Medina en las limitaciones infraestructurales del país para avanzar en el desarrollo efectivo de la medicina experimental.”
El año de 1909 el Dr. Pablo García Medina publicó en el " Repertorio de Medicina y Cirugía", N.1, del 15 de octubre un artículo titulado "Profilaxia de la Lepra" en Colombia.  En la misma revista, los doctores José María Lombana Barreneche y Martín Camacho publicaron un memorial a la Academia Nacional de Medicina el 21 de agosto de 1909, que fue presentado como proyecto a la Cámara de representantes y en el cual reconocían que
"Las medidas profilácticas que deben instituirse con inquebrantable severidad, no teniendo en cuenta ni posición social, no influencia sobre los encargados de la administración, quien previamente autorizada y disponiendo de los fondos necesarios que tienen los lazaretos, deben ser consultadas previamente a la Academia o a la Junta Central de Higiene... El número de leprosos que existe actualmente en Colombia no alcanza seguramente las cifras fabulosas de que nos hablan los libros extranjeros, pero si es digna de tomarse en cuenta porque de día en día se observan nuevos casos que son focos de diseminación de la enfermedad, siendo como es en su esencia una enfermedad infecciosa.
Si el aislamiento no se lleva a cabo, de una manera completa y absoluta, y bárbara si se quiere, no podemos jamás llegar a evitar el contagio de la lepra".
Con ello se le daba la razón al galeno boyacense y se reforzaba la campaña contra la lepra.

### La fiebre amarilla
Desde 1914, cuando estaba próximo el servicio de navegación interoceánica a través del Canal de Panamá, García Medina, entonces presidente del Consejo Superior de Sanidad, advertía ante el Senado de la República que a las autoridades sanitarias de la oficina central de Washington, en cumplimiento con las convenciones sanitarias internacionales, no les bastaba "para considerar saneado un puerto... el que no haya enfermedad alguna de las llamadas pestilenciales (peste, fiebre amarilla y cólera) u otras infecciones, como tifo, fiebre tifoidea etc. Ellas exigen, y con razón desde el punto de vista de la higiene, que los puertos y las poblaciones, que estén en rápida y constante comunicación con éstos, tengan agua potable debidamente vigilada, acueducto bien construido, excusados higiénicos y alcantarillas."

### Campaña contra el alcoholismo
El 19 de octubre de 1921, en su calidad de Director Nacional de Higiene, firmó la Resolución 146, mediante la cual el Gobierno daba inicio a una intensa campaña contra el alcoholismo. En la norma quedaba plasmada la filosofía de García Medina con relación a una de las principales plagas sociales que asolaba a Colombia: "El alcoholismo es una de las causas que favorecen el desarrollo de la tuberculosis; agrava las enfermedades infecciosas; es un factor de locos, epilépticos y criminales, y contribuye notablemente a aumentar la mortalidad".
Reconocía que las labores de los Congresos médicos de Colombia, de la Academia Nacional de Medicina, de la Junta Central y de la Dirección Nacional de Higiene, no habían logrado obtener las leyes y ordenanzas que para combatir este azote social habían indicado dichas entidades.
Ante esa situación, era indispensable organizar la campaña y obtener la participación de los Gobiernos nacional y departamentales mediante la aplicación de leyes y ordenanzas coercitivas, además de apelar a la sociedad para poner en actividad los medios morales e indirectos de combatir el alcoholismo y obtener que se dictaran las disposiciones legales necesarias.
Con la creación de una Junta encargada de organizar la Liga nacional contra el alcoholismo, (compuesta de diez miembros, así: cinco nombrados por la Dirección Nacional de Higiene, cuatro por la Academia Nacional de Medicina, y el director Nacional de Higiene), buscaba:
a. estudiar las medidas de orden social, legal y administrativo que se deberían adoptar para combatir el consumo de las bebidas fermentadas o espirituosas;
b. Formar y reglamentar sociedades de abstinencia, de temperancia y círculos de gremios que coadyuven a la obra de la Liga nacional;
c. pedir a las autoridades el cumplimiento de las leyes, ordenanzas, acuerdos y demás disposiciones que se dicten para reprimir el alcoholismo;
d. Estudiar las condiciones en que viven los trabajadores para indicar las mejoras que deben introducirse en sus habitaciones, en su alimentación y en su vestido;
e. Organizar una campaña de educación por medio de publicaciones, conferencias, etc., para hacer palpables a las autoridades y al pueblo los graves efectos del alcoholismo y la necesidad de reprimirlo.
La resolución iba más allá: pedía que se dictaran leyes, ordenanzas y acuerdos que dispusieran:
a) "Prohibir la introducción y venta de brandy, wisky, ron, aguardientes y demás licores de esta clase y de los vinos que contengan más de doce por ciento de alcohol."
De no ser posible esta prohibición, se pedía gravar esos productos con derechos de importación mucho más altos;
b) "Prohibir la preparación en el país y la venta de bebidas espirituosas". de igual manera,  de no ser posible se pedía "gravarlas con grandes impuestos";
c) "Disminuir en cada población el número de establecimientos de venta de licores, limitándolos de acuerdo con el número de habitantes; no permitir en tales establecimientos trastiendas, bastidores, cortinas, etc. que impidan la vista del público, y limitar las horas y los días de expendio";
d) "Prohibir la venta de licores y de bebidas fermentadas en los barrios apartados y en los caminos donde no haya una vigilancia efectiva de la policía";
e) Gravar con altos impuestos los hoteles, clubes, etc., donde se expendan bebidas alcohólicas o fermentadas;
f), se exigía "establecer el monopolio de los productos alcohólicos, no como renta para el tesoro de los Departamentos, sino como medio de represión y para prestar apoyo a las Ligas contra el alcoholismo".
La resolución no fue vista con buenos ojos por los gamonales y caciques de pueblo, que veían limitadas no solo sus fuentes de ingresos por la venta de los licores, sino el propio poder político.

### Contribuciones a la Ciencia (medicina)
Entre sus contribuciones a la terapéutica hay que destacar las relativas al tratamiento de la lepra.

## Obras
- García Medina, Pablo. Cartilla de Higiene.
- García Medina, Pablo. Cartilla de Higiene para las escuelas primarias. adoptada como texto oficial de enseñanza.
- García Medina, Pablo. Tratado elemental de Higiene.
- García Medina, Pablo. Cartilla de Higiene para las zonas cafeteras.
- García Medina, Pablo. Organización sanitaria de Colombia.
- García Medina, Pablo. Estadísticas de la lepra.
- García Medina, Pablo. Lucha contra el paludismo.
- García Medina, Pablo. "El método experimental aplicado a la clínica médica". Revista Médica de Bogotá, Año XIX. No.214-219 (julio de 1897).
- García Medina, Pablo. "El tratamiento de la lepra” Prólogo a la traducción del trabajo del doctor Unna sobre el tratamiento de la lepra por el Doctor Juan de Dios Carrasquilla. En Revista La Lepra. 1907, 38
- García Medina, Pablo. "Profilaxia de la Lepra" en Colombia. En "Repertorio de Medicina y Cirugía", N.1, Bogotá. 15 de octubre de 1909.
- García Medina, Pablo.  Compilación de las leyes, decretos, acuerdos y resoluciones vigentes sobre higiene y sanidad en Colombia /formada por el doctor Pablo García Medina.-edición oficial.- Bogotá: Imprenta nacional. 1932
- García Medina, Pablo. Código de Sanidad. 1935